# 1962 en droit
Cet article présente les faits marquants de l'année 1962 en droit.

## Événements
- Arrêt de la Cour suprême des États-Unis interdisant les prières dans les écoles publiques.

### Juillet
- 1er juillet : indépendances du Rwanda et du Burundi octroyées par l'Empire colonial belge. Guerre civile (1962-1965).
- 5 juillet : indépendance de l'Algérie.

### Décembre
- 21 décembre : Accords de Nassau.